# Риђотрба хималајска веверица
Риђотрба хималајска веверица (лат. Dremomys lokriah, енгл. Orange-bellied Himalayan squirrel) је сисар из реда глодара (Rodentia) и породице веверица (Sciuridae).

## Распрострањење
Ареал врсте покрива средњи број држава. Врста има станиште у Кини, Индији, Бурми, Бангладешу, Бутану и Непалу.

## Станиште
Станишта врсте су шуме и бамбусове шуме.

## Угроженост
Ова врста је наведена као последња брига, јер има широко распрострањење и честа је врста.